# ルージュ (会社)
ルージュ（Rouge）は東京都渋谷区にある芸能事務所である。
設立は1989年。田中ひろ子とあいだもも（本名の丸山明代時代に所属）のマネージメントオフィスとしてスタートしたが、活躍の場の拡大とともに会社を株式化。これまでにパイレーツ、松本莉緒、浅香友紀、神戸みゆきなどを輩出している。テアトルアカデミーと業務提供を行いプロモートの強化につとめている。

## 主な所属タレント

### 現在
- 関戸めぐみ
- 鈴木美夏
- 長谷川りりな
- 千尋
- 南彩乃
- 森下真依

### 過去所属者
- あいだもも
- 田中広子
- 鵜川薫
- 鈴木亜美（同姓同名の歌手・女優である鈴木亜美とは別人）
- 浅香友紀
- 浅田好未
- 神戸みゆき（在籍中に死去）
- 北沢麻梨亜
- 櫻井ゆうこ（現AV女優）
- 杉本文乃
- 鈴木杏奈(現・住谷杏奈)
- 西本はるか
- 松本恵（現松本莉緒）
- MAKOTO
- 佐藤亜耶（仙台SOSモデルエージェンシーにも所属）
- 佐藤渚（仙台SOSモデルエージェンシーにも所属 → 2010年にTBSテレビに入社、アナウンサーに転向）
- 野崎亜里沙
- 松永玲香
- 森下真理
- 若山愛美